# Culture jamming
Al concepte de culture jamming se l'ha anomenat al moviment de resistència a l'hegemonia cultural, encara que hi ha qui prefereix definir-ho com evasió individual de totes les formes de mentalitat de «ramat», o dirigides, no podent-se d'aquesta forma tractar-se com un moviment; és una forma individual d'allunyar-se de moviments socials.
Culture jamming no es defineix com una específica posició política o missatge, ni tan sols com una posició cultural. El fil comú és principalment ironitzar sobre la naturalesa homogènia de la cultura popular. També en algun cas se l'ha associat amb el concepte de «guerrilla de la comunicació», ja que s'oposa al govern o d'altres poders.

## Orígens del nom
La nominació va ser encunyada el 1984 pel muntatge d'un so sonor realitzat per la banda Negativland al llançament del seu disc JamCon'84. La frase culture jamming procedeix de la idea d'interferències de ràdio, que acostumaven a fer-se per part de les freqüències públiques a la comunicació independent o, per part d'aquestes últimes, per alterar les radiofreqüències dominants.
Segons Vince Carducci, encara que el terme fos encunyat per Negativland, es pot cercar a la dècada de 1950. Un grup influent va ser l'Internacional Situacionisme, moviment revolucionari dirigit per Guy Debord i actiu a Europa. Argumentaven que la vida s'havia anat deteriorant lentament com a resultat directe de la nova forma de la «vida moderna». Els situacionistes en veien tot com una amenaça, des de la televisió a la ràdio.

## Moviment artístic

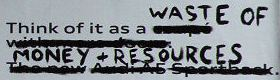
Cartell publicitario amb nou etiquetatge a Cambridge.

La culture jamming es podria definir també com a moviment artístic, encara que això pot ésser insuficient per cobrir l'espectre d'activitats identificades amb el concepte. El moviment ha estat caracteritzat com una forma d'activisme públic contraposat al consumisme i els vectors de la imatge corporativa, en el sentit de la subversió. Alguna culture jamming posen el seu punt de mira a les estructures de poder per ésser part d'una cultura dominant. Així culture jamming porta la transformació dels mitjans de comunicació de masses per produir comentaris satírics sobre seu, utilitzant els seus mateixos mètodes. Els activistes utilitzen aquesta tàctica comptant amb el seu mem per provocar algun tipus de reacció, amb l'esperança del canvi de conducta cultural i política.

## Objectius
Els objectius dels grups de culture jamming inclouen:
- Passar-ho bé fomentant als altres a fer el mateix a compte dels corrents socials que prevalen.
- Reviure el sentiment de sorpresa i fascinació sobre el mitjà que ens envolta, inspirat freqüentment en l'ambigüitat intencional d'una tècnica, que estimuli la interpretació personal i el pensament independent.
- Demostrar contrasts entre imatges, pràctiques o actituds i les realitats o percepcions negatives dels objectes; normalment l'objectiu és l'estructura monolítica de poder del govern, les corporacions o les religions.
- Provocar interès en el combat cívic i evitar l'exclusió social.

## Llista d'organitzacions o personatges deculture jamming
- Abbie Hoffman
- Anonymous (comunitat)
- Banksy
- Borat: Cultural Learnings of America for Make Benefit Glorious Nation of Kazakhstan
- Crass
- Massa Crítica
- Guy Debord
- John Joseph Lydon
- Kalle Lasn
- Luther Blissett
- M.I.A.
- Michael Moore
- PSY
- Public Image Ltd.
- Pussy Riot
- Rémi Gaillard
- Shepard Fairey
- Stephen Colbert